# تومي ويلسون (لاعب كرة قدم بريطاني)
تومي ويلسون (بالإنجليزية: Tommy Wilson)‏ هو لاعب كرة قدم بريطاني (وحمل سابقاً جنسية المملكة المتحدة لبريطانيا العظمى وأيرلندا) في مركز الهجوم، ولد في 20 أكتوبر 1877 في برستون في المملكة المتحدة، وتوفي في 30 أغسطس 1940 في بلاكبول في المملكة المتحدة. لعب مع أستون فيلا وبلاكبيرن روفرز وبولتون واندررز ومانشستر يونايتد.